# Impregnacija
Impregnacija (kasnolat. impraegnare: natopiti, navlažiti; oploditi) je prožimanje, promakanje poroznih čvrstih materijala (drva, papira, tekstila, kože) prikladnim impregnacijskim sredstvima (otopinama, emulzijama, suspenzijama) radi zaštite (od vlage, atmosferilija, štetočina, plijesni, gljivica), stvaranja otpornosti (na primjer prema vatri) ili poboljšanja svojstava (na primjer nepropusnosti za vodu), a time i radi povećanja njihove trajnosti. Prema vrsti materijala i njegovoj namjeni odabire se impregnacijsko sredstvo i postupak (uranjanje, tlačenje, ličenje). Impregnacija se najviše primjenjuje u drvnoj industriji (građevna stolarija), tekstilnoj industriji (vodootporne tkanine), elektrotehnici (izolacijski materijali) i drugo.

## Impregnacija drva
Radi zaštite i vodoodbojnosti drvo se impregnira otopinom soli cinka, bakra, žive, alkalijskim fluoridima, kromatima ili uljevitim sredstvima kao što je karbolineum. 

## Impregnacija tekstila
Tekstilni se materijali najčešće impregniraju radi postizanja vodoodbojnosti, a tomu služe perfluorirani spojevi, silikonske, parafinske i voštane emulzije i drugo. Takva se obrada često naziva hidrofobiranje, a uz perfluorirane spojeve i oleofobiranje, što označuje da je tako obrađen materijal zaštićen od kvašenja vodom i uljem (obrada protiv prljanja). 

## Impregnacija električne izolacije
U elektrotehnici se impregniraju izolacijski materijali od svilenih, pamučnih ili drugih vlakana, a i gotovi namoti električnih strojeva i naprava, koji nakon impregniranja, na primjer izolacijskim lakovima, imaju potrebna svojstva (nepropusnost za vlagu, bolji odvod topline i bolja izolacijska svojstva).